# Список депутатов Верховного Совета СССР 7-го созыва
Верховный совет СССР VII созыва был избран 12 июня 1966, заседал с 1966 по 1970; Состав: 1517 депутатов — 750 членов Совета Союза, 767 членов Совета Национальностей.
| # А Б В Г Д Е Ё Ж З И К Л М Н О П Р С Т У Ф Х Ц Ч Ш Щ Э Ю Я |

## А
- Абашидзе Ираклий Виссарионович
- Абдраимов Апсамат
- Абдугулов Капиза
- Абдуллаев, Абдукарим
- Абдуллаева, Джорахал
- Абдуллаева, Музаффара Абдугафаровна
- Абдуллаева, Рано Хабибовна
- Абдуллаева Сафура Сейфулла кызы
- Абдуразаков Малик Абдуразакович
- Абдылдаев Мамбет
- Абраев, Хаиржан Темиржанович
- Авелян, Амаяк Оганесович
- Аверина, Юлия Александровна
- Аверьянов, Николай Давыдович
- Авраменко Степан Степанович
- Агайсенова, Загипа
- Агеева, Ирина Дмитриевна
- Агрба, Светлана Семёновна
- Адомавичюс Винцас Казевич
- Азатян, Арус Амбарцумовна
- Айдынгалиев, Бержан Муратулы
- Айрапетян, Светлана Татуловна
- Айтматов Чингиз
- Айтмуратов Ережеп
- Акимжанова, Хабиба
- Акназаров Зекерия Шарафутдинович
- Аксёнов Александр Никифорович
- Алагов, Темирби Харитонович
- Александрова Галина Филипповна
- Алексеев, Евгений Михайлович
- Алексеев Дмитрий Фёдорович
- Алексеева, Елизавета Егоровна
- Алексеевский Евгений Евгеньевич
- Алиев, Мухамметмурат
- Алиева, Зарифа Фатулла кызы
- Алиева, Нарзиой
- Алиева Тамаша Рустам кызы
- Али-заде, Алескер Исмаил оглы
- Алиханов Расул
- Алиханов Энвер Назарович
- Аллик Хендрик Хансович
- Алмакунов, Тологон
- Амбарцумян Виктор Амазаспович
- Амелько Николай Николаевич
- Амирасланова, Фируза Годжа кызы
- Амосов Николай Михайлович
- Амрахова, Дурдана Гейбат кызы
- Андреев Александр Никитович
- Андреев Геннадий Дмитриевич
- Андропов Юрий Владимирович
- Анилионис, Людвикас Пятрович
- (?) Анна Петровна
- Антонов Алексей Константинович
- Антонов, Анатолий Дмитриевич
- Антонов Василий Иванович
- Антонов Олег Константинович
- Антонов Сергей Фёдорович
- Антонов, Спиридон Иванович
- Антосяк Георгий Фёдорович
- Аппасова, Мугульсум Бираковна
- Апряткин Семён Семёнович
- Аракелян, Света Самсоновна
- Аракелян, Сократ Вагаршакович
- Арбузов Борис Александрович
- Арзуманян Григорий Агафонович
- Арсланова, Магира Гариповна
- Ару, Артур Яанович
- Арутюнян Нагуш Хачатурович
- Арутюнян, Офелия Степановна
- Архангельский Сергей Николаевич
- Асамов Салахитдин
- Асеева, Дарья Сергеевна
- Асимов Мухамед Сайфитдинович
- Аскаров Асанбай Аскарулы
- Аскарова, Салима
- Астайкин Иван Павлович
- Астапова, Лидия Дмитриевна
- Астафьев, Пётр Васильевич
- Асямолова, Валентина Семёновна
- Атабиева, Азиза Аллакаевна
- Атаев, Байры
- Атаев, Кандым
- Атласова, Аксиния Марковна
- Аулов, Григорий Максимович
- Афанасьев, Павел Яковлевич
- Афанасьев Сергей Александрович
- Ахмадуллин Исмагил Ибрагимович
- Ахмедова, Ханум Ибрагим кызы
- Ахохов Асланби Нахович
- Ахпашев, Вениамин Павлович
- Ахундов Вели Юсуфович
- Ахунов, Джурабай
- Ахунова Турсуной
- Аюбов, Хусейн
- Аюров, Бальжинима Тудупович

## Б
- Бабаджанян Амазасп Хачатурович
- Бабаев, Салых
- Бабахина, Елена Яковлевна
- Багдатов Болат
- Багиров Аббас Мамедович
- Багиров Тофик Масим оглы
- Баграмян Иван Христофорович
- Бадамянц Георгий Арташесович
- Базовский Владимир Николаевич
- Байбаков Николай Константинович
- Байназарова, Турсын
- Байрамгельды, Гурбан
- Бакаев Виктор Георгиевич
- Бакланов Глеб Владимирович
- Баландин Анатолий Никифорович
- Балашенко, Елизавета Константиновна
- Балтабаева, Умут Джакеевна
- Балтаниязов, Усенбай
- Банников Николай Васильевич
- Баран, Лидия Владимировна
- Барахоева Лемка Эльбускиевна
- Бармин, Николай Сосипатрович
- Барташевич, Анатолий Антонович
- Барткевич Леонард Леопольдович
- Бартулис Антон Петрович
- Барышева, Нина Марковна
- Барышников, Илья Егорович
- Барьядаев Константин Лаврентьевич
- Басиев Олег Александрович
- Батицкий Павел Фёдорович
- Батурин, Николай Александрович
- Бахадыров, Халходжа Турсунбаевич
- Баязитов, Сагинтай
- Бедерханов, Исхак Магомедович
- Безнаева, Варвара Андреевна
- Безносов, Павел Александрович
- Безносова, Тамара Вениаминовна
- Бейбутов Рашид Маджид оглы
- Бейсебаев, Масымхан Бейсебаевич
- Бейшеналиева Бюбюсара
- Бекшаев, Кузьма Алексеевич
- Белая, Лидия Константиновна
- Белеуца, Екатерина Григорьевна
- Белобородов, Афанасий Павлантьевич
- Белоконева, Раиса Ивановна
- Белоусов, Андрей Фёдорович
- Белуха, Николай Андреевич
- Белявская, Вера Митрофановна
- Беляев, Иван Степанович
- Беляков, Виктор Осипович
- Белякова, Зинаида Парамоновна
- Белякова Антонина Ивановна
- Беман, Эльмар Карлович
- Берзегов, Нух Асланчериевич
- Бердиниязова, Айджамал
- Бескровный, Дмитрий Иванович
- Беспалько, Иван Григорьевич
- Бещев, Борис Павлович
- Бзишвили, Реваз Александрович
- Бибулатов, Эльмурза Алиевич
- Биешу Мария Лукьяновна
- Бильданова, Нина Алексеевна
- Бирюков, Евгений Аксентьевич
- Бисаригова, Татьяна Магомедовна
- Близоруков, Григорий Григорьевич
- Блинова, Галина Васильевна
- Блохин Николай Николаевич
- Блудару, Василий Михайлович
- Блюм, Виктор Адольфович
- Бобкова, Мария Кирилловна
- Бободжанов, Абдугафар
- Бобосадыкова, Гулджихон
- Бобрышева, Надежда Герасимовна
- Богданов, Василий Семёнович
- Богданов, Павел Иванович
- Богданов, Фёдор Иванович
- Богданова, Анна Яновна
- Боголюбов Николай Николаевич
- Богун, Григорий Григорьевич
- Бодюл Иван Иванович
- Божий, Михаил Михайлович
- Бойко, Михаил Лукьянович
- Большухин, Василий Иванович
- Бондаренко Иван Афанасьевич
- Бондаренко, Раиса Леоновна
- Бонова, Наталья Сергеевна
- Борзова, Галина Александровна
- Борисенко, Николай Михайлович
- Борисов, Александр Васильевич
- Борисов, Владимир Дмитриевич
- Боровков, Владимир Петрович
- Бородин, Андрей Михайлович
- Бородин, Виктор Петрович
- Бородин, Леонид Александрович
- Бородкина, Раиса Григорьевна
- Ботвин, Александр Платонович
- Ботнарь, Фёдор Георгиевич
- Ботоев, Эргеш
- Боцу Павел Петрович
- Бочкарёв Александр Панкратьевич
- Брангале, Лилия Фрицевна
- Братков, Николай Михайлович
- Братченко Борис Фёдорович
- Брачкене, Елена Пилиповна
- Брегадзе, Отари Доротеевич
- Брежнев Леонид Ильич
- Брехов, Константин Иванович
- Бровка, Пётр Устинович
- Брыжин Александр Алексеевич
- Брылина, Екатерина Ивановна
- Брынцева, Мария Александровна
- Бубновский, Никита Дмитриевич
- Будённый, Семён Михайлович
- Бузницкий, Александр Григорьевич
- Булавский, Николай Александрович
- Булгаков, Александр Александрович
- Бультрикова, Балжан
- Бунина, Мария Семёновна
- Бурангалиева, Рахима
- Бурашников, Борис Филиппович
- Бурков, Борис Сергеевич
- Буров, Иван Михайлович
- Бутома, Борис Евстафьевич
- Бухрашвили, Шота Ефремович
- Буцких, Анна Николаевна

## В
- Вадер Артур Павлович
- Валиханов, Агзам Валиханович
- Ванкеев, Жамсо Бальжинимаевич
- Варданян, Нина Мгеровна
- Варес, Лиа Карловна
- Вартанян Артём Мисакович
- Васильев Николай Фёдорович
- Васильева, Валентина Ивановна
- Васькова, Нина Александровна
- Васягин Семён Петрович
- Ватутин, Фёдор Егорович
- Ватченко Алексей Федосеевич
- Вахтра, Лейда Карловна
- Вашакашвили, Тамара Виссарионовна
- Ващенко Григорий Иванович
- Векуа Илья Несторович
- Вердзадзе, Александр Иосифович
- Верещагин, Александр Матвеевич
- Вершинин Константин Андреевич
- Виниченко, Лилия Алексеевна
- Висаидов, Ахмед Матиевич
- Виштак, Степанида Демидовна
- Вия, Вамбола Оскарович
- Власенко, Василий Прокофьевич
- Власова Мария Николаевна
- Воинов, Виктор Васильевич
- Воинов, Николай Семёнович
- Волков, Александр Петрович
- Волков Николай Александрович
- Волов, Василий Иванович
- Володова, Мария Захаровна
- Вольтовский, Борис Иовлевич
- Воробьёв, Иван Матвеевич
- Воробьёв, Иван Степанович
- Воробьёва, Наталья Илларионовна
- Воронов Геннадий Иванович
- Воронцева Мария Константиновна
- Воронцов, Владилен Емельянович
- Воропаев Михаил Гаврилович
- Ворошилов Климент Ефремович
- Восканян Грант Мушегович
- Восс Август Эдуардович
- Всеволожский Михаил Николаевич
- Вунк, Арнольд Артурович
- Вяльяс Вайно Иосипович

## Г
- Габуния, Анзор Шалвович
- Гаврилица, Иван Спиридонович
- Гаврилова, Надежда Васильевна
- Гагарин Юрий Алексеевич
- Гайворонцев, Иван Петрович
- Гайдар Мария Лукинична
- Гайлит, Мария Рудольфовна
- Гайнанов, Жантимир Хамматович
- Гайрбеков, Муслим Гайрбекович
- Гайсин, Абдулхай Рахматович
- Галаншин Константин Иванович
- Галенко Иосиф Афанасьевич
- Галин, Антон Герасимович
- Галочкина, Надежда Николаевна
- Галуза, Анна Митрофановна
- Галузо, Надежда Ивановна
- Галушка, Дмитрий Фёдорович
- Галушко, Татьяна Владимировна
- Гамзатов Расул Гамзатович
- Гамсахурдия, Люся Гагалиевна
- Ганган, Андрей Ильич
- Гапуров Мухамедназар Гапурович
- Гарбузов Василий Фёдорович
- Гарибджанян Геворг Багратович
- Гарибджанян, Людвиг Папикович
- Гасанова, Фатьма
- Гасанова Шамама Махмудали кызы
- Гаспарян, Гоар Микаеловна
- Гафуров Бободжан Гафурович
- Гачечиладзе, Леван Михайлович
- Гедвилас, Мечисловас Александрович
- Гедрайтите, Дануте Ионовна
- Гелястанов, Махмуд Зулкаевич
- Георгадзе, Михаил Порфирьевич
- Георгиев, Александр Васильевич
- Герасимов Константин Михайлович
- Гетман, Александра Дмитриевна
- Гетман, Андрей Лаврентьевич
- Гирфанов, Вакиль Калеевич
- Гиталов Александр Васильевич
- Гиясов, Джалал
- Главатских, Антонина Матвеевна
- Гладчук, Антонина Фёдоровна
- Глазенко, Матрёна Аксентьевна
- Глушко Валентин Петрович
- Гнатович, Михаил Иванович
- Гненый, Пётр Демидович
- Головченко, Фёдор Петрович
- Гончар Александр Терентьевич
- Горбаченко, Людмила Ильинична
- Горбунов, Анатолий Фомич
- Гордеева, Валентина Васильевна
- Горева, Апполинария Сергеевна
- Горегляд Алексей Адамович
- Гори, Дмитрий Васильевич
- Горинов Трофим Иосифович
- Горкин Александр Фёдорович
- Городовиков Басан Бадьминович
- Горохова, Мария Павловна
- Горшков, Аким Васильевич
- Горшков Сергей Георгиевич
- Горюнов, Владимир Павлович
- Горюнов, Дмитрий Петрович
- Горюшкина, Елизавета Прокофьевна
- Горячев Фёдор Степанович
- Грабовский, Мирослав Васильевич
- Гравере, Луция Язеповна
- Гречко Андрей Антонович
- Грибушкин, Валентин Николаевич
- Григоренко, Алексей Семёнович
- Григорьев, Пётр Андреевич
- Григорьев, Пётр Михайлович
- Григорьева, Антонина Георгиевна
- Григорьева, Лидия Васильевна
- Григорян, Дживан Мнацаканович
- Григорян, Эмма Алексановна
- Гришанков, Алексей Андреевич
- Гришин, Василий Прохорович
- Гришин Виктор Васильевич
- Гришин Константин Николаевич
- Гришин, Леонид Александрович
- Гришманов, Иван Александрович
- Громов, Анатолий Александрович
- Громыко Андрей Андреевич
- Гроссу Семён Кузьмич
- Грушецкий Иван Самойлович
- Гугунишвили, Михаил Лаврентьевич
- Гудкова, Лидия Петровна
- Гузенко, Парфентий Васильевич
- Гуменюк, Анастасия Васильевна
- Гуменюк-Грицай, Пётр Анисимович
- Гурбан, Александр Дмитриевич
- Гурушкин Виктор Алексеевич
- Гусаковский Иосиф Ираклиевич
- Гусев Владимир Кузьмич
- Гусев, Николай Павлович
- Гусейнов, Аслан Ага оглы
- Гусейнова, Абухаят Якуб кызы
- Гусейнова, Зулейха Исмаил кызы
- Густов Иван Степанович
- Гюлиев, Гюли Магомед оглы

## Д
- Давитадзе, Леван Михайлович
- Давыдов, Михаил Ефимович
- Давыдов, Василий Петрович
- Дагужиева, Кунац Сафарбиевна
- Дадашев, Кудрат Кулиевич
- Данзурун, Иван Симчитович
- Данилов, Александр Иванович
- Данилов Борис Матвеевич
- Даниялов, Абдурахман Даниялович
- Данковцев, Александр Георгиевич
- Данченко, Алексей Евгеньевич
- Дараселия, Михаил Константинович
- Дарбинян, Володя Саркисович
- Даулетбаков, Саят Сейилулы
- Дегтярёв, Владимир Иванович
- Дегтяренко, Екатерина Николаевна
- Дедюкин, Михаил Николаевич
- Деканосидзе, Тамара Еремеевна
- Дементьев, Пётр Васильевич
- Демиденко Василий Петрович
- Демиденко Ефросиния Афанасьевна
- Демичев Пётр Нилович
- Демченко, Владимир Акимович
- Денисевич, Владимир Владимирович
- Денисов, Георгий Яковлевич
- Денисов, Мефодий Иванович
- Деркач, Таисия Михайловна
- Джавахишвили, Гиви Дмитриевич
- Джалалов, Маннап
- Джанилидзе, Карл Фёдорович
- Джафар-заде, Сурид Рзаевич
- Джиоев, Коста Каргоевич
- Джуманиязова, Айша
- Джураева, Сара
- Джуссоев, Георгий Николаевич
- Дзелзис, Валия Индриковна
- Дзидзария, Аграфина Андреевна
- Дзидзария, Георгий Алексеевич
- Дзоценидзе, Георгий Самсонович
- Диордица Александр Филиппович
- Дмитриев, Владимир Николаевич
- Добровольскис, Пранцишкус-Станисловас Пранцишкович
- Добрых, Владимир Макарович
- Довженко Анна Денисовна
- Доенин Василий Николаевич
- Докторов, Николай Иванович
- Долгих Владимир Иванович
- Домининкайтене, Броне Юозовна
- Домова, Раиса Васильевна
- Дородова, Елизавета Григорьевна
- Дорошенко, Пётр Емельянович
- Дорошук, Валентина Ивановна
- Дотолева, Анастасия Михайловна
- Дралкина, Виктория Ефимовна
- Дрозденко, Василий Иванович
- Дрыгин Анатолий Семёнович
- Дубинин, Виталий Иванович
- Дудин, Юрий Иванович
- Дудкин, Иван Иванович
- Дудко, Фёдор Алексеевич
- Дудник, Тамара Семёновна
- Думбадзе, Мери Хасановна
- Дурдыев, Абаджан
- Дуркина, Парасковья Максимовна
- Дымшиц Вениамин Эммануилович
- Дьеур, Михаил Филиппович
- Дюнин, Александр Васильевич

## Е
- Евдокименко, Георгий Степанович
- Евдокимова, Евлампия Исаевна
- Евсеева, Александра Александровна
- Евсигнеев, Николай Александрович
- Егоров, Иван Петрович
- Егоровский, Александр Александрович
- Егорычев Николай Григорьевич
- Едгулова, Аминат Гидовна
- Ежевский Александр Александрович
- Еленчук, Николай Васильевич
- Елизарова, Мария Николаевна
- Елистратов, Пётр Матвеевич
- Елютин Вячеслав Петрович
- Епишев Алексей Алексеевич
- Ерёменко, Андрей Иванович
- Ерёмин, Николай Николаевич
- Ермак, Леонтина Язеповна
- Ермилов, Виктор Васильевич
- Ермин Лев Борисович
- Ефимов, Павел Иванович
- Ефремов Леонид Николаевич
- Ефремов Михаил Тимофеевич
- Ефремов, Степан Андрианович
- Ешимбетов, Давлет
- Ештокин, Афанасий Фёдорович

## Ж
- Жабицкий, Геннадий Николаевич
- Жаксылыкова, Батен
- Жангабулова, Газиза Кабиевна
- Жаныбаева, Маруса
- Жигалин, Владимир Фёдорович
- Жиганов, Назиб Гаязович
- Жилин, Сергей Степанович
- Жузлякова, Мария Алексеевна
- Жуков, Георгий Александрович
- Жукуре, Лия Екабовна
- Жулин, Василий Васильевич
- Журин, Николай Иванович

## З
- Загидова, Василя Алы кызы
- Задорожный, Иван Акимович
- Заидов, Миргияс Аббасович
- Зайнидинов, Файзидин
- Зайцев, Владимир Петрович
- Зайцев, Михаил Васильевич
- Зайцева, Валентина Ивановна
- Зайченко, Георгий Васильевич
- Закариадзе, Серго Александрович
- Закутная, Евгения Григорьевна
- Зармакова, Людмила Семёновна
- Захаров, Вадим Александрович
- Захаров Матвей Васильевич
- Захаров, Михаил Николаевич
- Захаров, Николай Степанович
- Зверев Алексей Ильич
- Зверев Сергей Алексеевич
- Зверева, Анна Ивановна
- Зимянин Михаил Васильевич
- Зитманис, Август Карлович
- Злобин Николай Сергеевич
- Золотухин Григорий Сергеевич
- Зонина, Елена Федосеевна
- Зорьян, Стефан Ильич
- Зотов Василий Петрович
- Зубарев, Геннадий Васильевич
- Зубов, Алексей Семёнович
- Зурбене, Анеле Миколовна

## И
- Ибрагимов, Али Измаилович
- Ибрагимов, Гаджи Ага Халил оглы
- Ибрагимов Мирза Аждар оглы
- Ибрагимов, Хамзат Исмаилович
- Иванов, Николай Михайлович
- Иванов, Семён Павлович
- Иванова, Серафима Ивановна
- Иванова, Тамара Филимоновна
- Ивашутин Пётр Иванович
- Игнатов Николай Григорьевич
- Игнатов, Степан Григорьевич
- Игнатьева, Анна Васильевна
- Идрюков, Торок Кебекович
- Иевлев, Иван Васильевич
- Израелян Лилик Вартановна
- Иксанов Мустахим Белялович
- Ильина, Валентина Фёдоровна
- Ильницкий Юрий Васильевич
- Ильюшин Сергей Владимирович
- Ильяшенко, Кирилл Фёдорович
- Имралиев, Сардар Мамед оглы
- Инаури Алексей Николаевич
- Иогансон Борис Владимирович
- Ионов, Халид Исхакович
- Иорданов, Иван Ефремович
- Исаев, Василий Яковлевич
- Исаев, Серафим Иванович
- Исакулов, Мухтар
- Исанин, Николай Никитович
- Исенов Мухамбет Айтуевич
- Искандарова, Бульбул
- Искендеров Мамед Абдул оглы
- Ислюков, Семён Матвеевич
- Исмаилов, Рамазан Акпер оглы
- Ишков Александр Акимович

## К
- Кабалевский Дмитрий Борисович
- Кабалоев Билар Емазаевич
- Кабулов, Василь Кабулович
- Кавецкене, Альвира Антановна
- Кавун Василий Михайлович
- Кадагидзе, Григорий Ильич
- Кадиева, Фатума
- Кадиров, Мамазия
- Кадомцева, Нина Иосифовна
- Кадыров, Абдулла Мурад оглы
- Кадыров, Нурислам Зиганшевич
- Казак, Виктор Дмитриевич
- Казаков, Михаил Евдокимович
- Казаков Михаил Ильич
- Казанец Иван Павлович
- Казанцев, Иван Филиппович
- Казарян, Вагинак Оганесович
- Казнина, Александра Васильевна
- Кайрис, Ксаверас Костович
- Кайтмазова, Агнесса Константиновна
- Каландаров, Фаёз
- Калашник, Мария Ивановна
- Калашников Михаил Тимофеевич
- Калинин, Василий Григорьевич
- Калинина, Серафима Яковлевна
- Калита, Фёдор Илларионович
- Калмык Николай Иосифович
- Калмыков Валерий Дмитриевич
- Калнберзин Ян Эдуардович
- Кальченко Никифор Тимофеевич
- Камалов Каллибек
- Кандренков, Андрей Андреевич
- Канис, Казимерас Повилович
- Кантаев, Есильбай Елемесович
- Канцере, Велта Фрицевна
- Капацина, Татьяна Ивановна
- Капитонов Иван Васильевич
- Капленко, Василий Фёдорович
- Капуста, Майя Никитична
- Капустян, Иван Ксенофонтович
- Караев Кара Абульфаз оглы
- Караев, Николай Васильевич
- Каракеев, Курман-Гали
- Карлов Владимир Алексеевич
- Карпенко, Мария Ивановна
- Карпенко Михаил Пантелеевич
- Карпеченкова, Евдокия Ефимовна
- Карпова, Галина Степановна
- Касаткина, Анна Ивановна
- Касатонов, Владимир Афанасьевич
- Касымова, Адолат Тимуровна
- Катушев Константин Фёдорович
- Кахаров Абдулахад Кахарович
- Качмашев, Геннадий Николаевич
- Кашемирова, Анна Васильевна
- Кварацхелия, Виктор Степанович
- Квасилене, Янина Юозовна
- Квициния, Юрий Тариелович
- Кежерашвили, Этери Петровна
- Келдыш Мстислав Всеволодович
- Кенжаев, Курбан
- Кенжалин, Сертай
- Кервалишвили, Кетевана Семёновна
- Керес, Лейда Михкелевна
- Керимов, Гасан Рза оглы
- Керимова, Бегимханум Шихверди кызы
- Кешоков, Алим Пшемахович
- Кизелене, Гражина Антановна
- Кикнадзе, Шалва Давидович
- Киренский, Леонид Васильевич
- Кириленко Андрей Павлович
- Кириллин Владимир Алексеевич
- Кириллов, Фёдор Ермолаевич
- Кириллова, Евдокия Викторовна
- Кирилюк, Николай Петрович
- Кириченко Николай Карпович
- Киселёв, Сергей Иванович
- Киселёв Тихон Яковлевич
- Киселёва, Екатерина Сергеевна
- Кисунько, Григорий Васильевич
- Кичин, Геннадий Андреевич
- Клаис, Юхан Эдуардович
- Клаусон Вальтер Иванович
- Клёпов, Андрей Сергеевич
- Клепиков Михаил Иванович
- Клецун, Ксения Яковлевна
- Клименко Василий Константинович
- Климов, Александр Петрович
- Клишина, Анна Петровна
- Клонюнене, Бируте-Ванда Юозовна
- Клычев, Анна-Мухамед
- Клюев, Виктор Владимирович
- Князев, Филипп Кириллович
- Кобахидзе, Шота Семёнович
- Кобахия, Валериан Османович
- Кобежикова, Евгения Гавриловна
- Коваленко Александр Власович
- Коваленко, Неонила Васильевна
- Коваль, Александр Матвеевич
- Коваль, Иван Григорьевич
- Кованов Павел Васильевич
- Ковбасюк, Мария Семёновна
- Ковпак Сидор Артемович
- Коданева, Капитолина Павловна
- Кожевников Вадим Михайлович
- Кожевников Евгений Фёдорович
- Козлов, Аркадий Степанович
- Козлов, Василий Иванович
- Козлов, Григорий Иванович
- Козлов Николай Тимофеевич
- Козырь Павел Пантелеевич
- Кокарев Александр Акимович
- Колбин Геннадий Васильевич
- Колебаев, Алексей Семёнович
- Колесник, Екатерина Михайловна
- Колесник, Мария Гавриловна
- Колин, Павел Степанович
- Колобов, Николай Александрович
- Коломойченко, Владимир Остапович
- Комарова, Домна Павловна
- Комяхов Василий Григорьевич
- Конев Иван Степанович
- Коновалов Николай Семёнович
- Коноплёв Борис Всеволодович
- Конотоп Василий Иванович
- Концелидзе, Лили Мемедовна
- Конырбаева, Дамели
- Коппель, Хельди-Мелайне Оскаровна
- Копылова, Мария Яковлевна
- Копылова, Нонна Павловна
- Корнейчук Александр Евдокимович
- Корниец Леонид Романович
- Корничук, Ольга Дмитриевна
- Коробов, Леонид Ильич
- Коровкина, Александра
- Королёв Борис Алексеевич
- Королёва, Мария Савельевна
- Королькова, Раиса Семёновна
- Коротченко Демьян Сергеевич
- Кортунов Алексей Кириллович
- Корытков Николай Гаврилович
- Коряченко, Нина Никитична
- Коснева, Анна Павловна
- Коспанов, Шапет Коспанович
- Костандов Леонид Аркадьевич
- Костенко, Николай Иванович
- Костоусов Анатолий Иванович
- Костров, Константин Константинович
- Кострова, Нелли Витольдовна
- Косыгин Алексей Николаевич
- Котин, Жозеф Яковлевич
- Кохонов, Филипп Лаврентьевич
- Кочинян Антон Ервандович
- Кочубаев, Тойчи Тагаевич
- Кочубей, Антон Самойлович
- Кошевой Пётр Кириллович
- Кравченко, Галина Михайловна
- Кравченко, Любовь Сергеевна
- Кравченко Николай Иванович
- Кравченко Николай Иванович
- Красильщикова, Нина Васильевна
- Краснобаев, Нил Иванович
- Краснов, Иван Ильич
- Крахмалёв Михаил Константинович
- Кривенышева, Мария Ильинична
- Кривошеин, Николай Георгиевич
- Криулин Глеб Александрович
- Кручина Николай Ефимович
- Крыжка, Иван Ильич
- Крылов, Николай Иванович
- Крюков, Анатолий Михайлович
- Куделина, Тамара Фёдоровна
- Кудря, Анна Степановна
- Кудрявцев, Владимир Леонтьевич
- Кузнецов, Андрей Матвеевич
- Кузнецов Василий Васильевич
- Кузнецов Михаил Михайлович
- Кузьмин, Андрей Петрович
- Кузьмина, Нина Григорьевна
- Кузьмичёв, Фёдор Александрович
- Кукурник, Нина Григорьевна
- Кулаков, Фёдор Давидович
- Кулатов Турабай
- Кулиджанов Лев Александрович
- Кулиев, Ильяс Бархудар оглы
- Куликов Яков Павлович
- Куликова, Лидия Семёновна
- Куличенко Леонид Сергеевич
- Кунаев Динмухамед Ахмедович
- Купревич, Василий Феофилович
- Курбанов, Агаяр Алияр оглы
- Курбанов, Мамед Гусейн оглы
- Курбанов Рахманкул
- Курбанов, Тинамагомед Алиевич
- Курбанова, Хаваят Гаджи кызы
- Курбонова, Гулхоним
- Курикова, Зоя Александровна
- Курочкин Николай Иванович
- Кууск, Хельмут Куставович
- Куцевол Василий Степанович
- Кучер, Иван Емельянович
- Кучеренко, Мария Трофимовна
- Кучерова, Клара Александровна
- Кучма, Борис Иванович
- Кучуберия, Ушанги Бидович
- Кушакова, Зинаида Алексеевна
- Кушнирёк, Анна Васильевна
- Кэбин Иван Густавович
- Кяспер, Пярья Альбертовна

## Л
- Лаанеорг, Мета Виллемовна
- Лаврёнов, Иван Ананьевич
- Лаврентьев Михаил Алексеевич
- Лазарева, Евдокия Васильевна
- Лазебный, Николай Семёнович
- Лазуренко Михаил Константинович
- Лайбайте, Фелиция Клеменсовна
- Ланка, Имант Андреевич
- Лаптандер, Николай Павлович
- Лаптева, Елена Алексеевна
- Лапшова, Тамара Васильевна
- Латыпова, Хасиля Мухаметовна
- Лашкарашвили, Тамара Васильевна
- Лащенко, Пётр Николаевич
- Левенец, Матрёна Ивановна
- Левичев, Виктор Андреевич
- Ледков, Николай Егорович
- Леин Волдемар Петрович
- Лейкина, Агриппина Ивановна
- Лёнин, Александр Васильевич
- Ленцман, Леонид Николаевич
- Ленчовская, Мелания Михайловна
- Леонов Леонид Максимович
- Леонов Павел Артёмович
- Лесечко Михаил Авксентьевич
- Ли, Любовь
- Ливенцов Василий Андреевич
- Лигачёв Егор Кузьмич
- Литвинов Иван Иванович
- Личук, Юстин Тодорович
- Лобанов, Павел Павлович
- Лобанова, Нина Михайловна
- Лобанок, Владимир Елисеевич
- Лобов, Семён Михайлович
- Логинов, Евгений Фёдорович
- Логинов, Михаил Дмитриевич
- Лолашвили, Отари Ильич
- Ломако, Илья Павлович
- Ломако Пётр Фадеевич
- Ломоносов Владимир Григорьевич
- Лончаков, Александр Григорьевич
- Лощенков Фёдор Иванович
- Лукина, Галина Ивановна
- Лукшанов Егор Шурткаевич
- Лукьяненко, Павел Пантелеймонович
- Лупенко Александра Николаевна
- Лутай, Николай Владимирович
- Лутак Иван Кондратьевич
- Лутыка, Феодора Григорьевна
- Луцык, Анастасия Николаевна
- Лыжин, Николай Михайлович
- Лысакова, Роза Владимировна
- Любченко Любовь Андреевна
- Лялькова, Антонина Андреевна
- Ляшко Александр Павлович
- Лященко, Николай Григорьевич

## М
- Маадыр-оол, Мукаайлы
- Мавлянов, Акрам
- Магзанова, Улпери
- Магомаев, Джамал Эддин Муслимович
- Мадалиева, Хафиза
- Мажейка, Альбертас Пранович
- Мажукова, Нина Ивановна
- Мазур, Мария Николаевна
- Мазуров Кирилл Трофимович
- Майоров, Виктор Алексеевич
- Маканова, Кулянжан Султанмуратовна
- Макаров Александр Максимович
- Макаров, Иван Николаевич
- Макарова, Нина Кирилловна
- Макеев, Виктор Петрович
- Максимов, Максим Фролович
- Малахов, Николай Семёнович
- Малеев, Владимир Михайлович
- Малиновский Родион Яковлевич
- Малхозов, Мухарби Забитгериевич
- Малых, Валентин Александрович
- Мальбахов Тимбора Кубатиевич
- Мальцев, Николай Алексеевич
- Мамаджанова, Ойимнисо
- Мамай, Николай Яковлевич
- Мамбетов Болот
- Мамедов, Бахтияр Мамед Рза оглы
- Мамунц Самвел Ваниевич
- Манахов, Алексей Александрович
- Манюшис Юозас Антонович
- Манякин Сергей Иосифович
- Марданшина, Ляйла Ханиповна
- Марисов, Валерий Константинович
- Маркина, Варвара Егоровна
- Марков Георгий Мокеевич
- Маркова, Нина Александровна
- Мартиросян, Герасим Арамаисович
- Мартынов Николай Васильевич
- Мартышевский, Пётр Егорович
- Марусин, Михаил Андреевич
- Марусич, Степанида Ивановна
- Маряхин, Сергей Степанович
- Масколюнас, Повилас Казимирович
- Масленников, Геннадий Владимирович
- Матвеев, Валентин Иннокентьевич
- Матджанова, Огульнияз
- Матосян, Аревалуйс Алековна
- Матросов Вадим Александрович
- Матулис Юозас Юозович
- Матчанов Назар Маткаримович
- Матюшин, Пётр Петрович
- Махмадалиев, Мирали
- Махмудов Насыр
- Махремов, Джумакулы
- Махсудян, Мигран Мисакович
- Мацегорова, Мария Петровна
- Мацкевич Владимир Владимирович
- Мацкявичюс, Казимерас Юозович
- Мачавариани, Алексей Давидович
- Машеев, Гонгор Дылыкович
- Машеров, Пётр Миронович
- Медведева, Надежда Михайловна
- Межелайтис Эдуардас Беньяминович
- Мелкумян, Гурген Аллахвердович
- Мельдер, Адольф Эдуардович
- Мельник, Григорий Андреевич
- Мельников Леонид Георгиевич
- Мельникова, Зоя Васильевна
- Мельниченко, Варвара Филипповна
- Менглиев, Мухы
- Мендуме Михаил Клаевич
- Мергенов, Атда
- Мергенов, Шаназар
- Мерзлякова, Надежда Михайловна
- Месяцев Николай Николаевич
- Метельская, Ираида Семёновна
- Метлицкий, Лев Павлович
- Метсар, Роланд Робертович
- Мжаванадзе Василий Павлович
- Микаелян Сергей Абгарович
- Микиева, Каклик Мамед оглы
- Микоян Анастас Иванович
- Микоян Артем Иванович
- Микулич Владимир Андреевич
- Миликулова, Угулой
- Милютин, Михаил Михайлович
- Миндюкевич, Мария Михайловна
- Мирошниченко, Григорий Константинович
- Мирошниченко, Николай Егорович
- Михайлов Николай Александрович
- Михайлова, Агафия Васильевна
- Михель, Марфа Яковлевна
- Мицкевич, Владимир Фёдорович
- Мишарин, Пётр Александрович
- Мовсесян, Сурен Амбарцумович
- Модогоев Андрей Урупхеевич
- Мозговой Иван Алексеевич
- Молдакова, Пелагея Александровна
- Молчанинов Иван Ильич
- Монашев, Леонид Гаврилович
- Монвидас, Юозас Пранович
- Мординов Николай Егорович
- Морозов Иван Павлович
- Морозова, Татьяна Ионовна
- Морозова, Татьяна Николаевна
- Москаленко Кирилл Семёнович
- Мочалин Фёдор Иванович
- Мочалов, Павел Петрович
- Мужицкий, Александр Михайлович
- Мукукенова, Евдокия Санджиевна
- Мунджулян, Елена Вартановна
- Мунтян, Парасковья Сергеевна
- Муравьёв, Василий Иванович
- Мурадов, Нуритдин Мурадович
- Мурадова, Сона
- Мурадян, Бадал Амаякович
- Муртазаев, Каюм
- Мусаханов Мирзамахмуд Мирзарахманович
- Мусиенко, Иван Данилович
- Муслиева, Тамара Магомедовна
- Мусхелишвили, Николай Иванович
- Мюрисепп Алексей Александрович

## Н
- Нагинене, Анеле Антановна
- Нажа, Анастасия Гордеевна
- Назарова, Бибисаидмох
- Назаршоев Моёншо
- Найдюк, Василий Никитович
- Налимова, Анна Ивановна
- Наматбаев, Сагын
- Нарымбетова, Алтынгуль
- Насонов, Алексей Васильевич
- Насриддинова Ядгар Садыковна
- Насрутдинов, Ильмутдин Насрутдинович
- Неверович, Адам Станиславович
- Недосейкин, Василий Николаевич
- Неклюдов, Алексей Иванович
- Немочин, Владимир Иванович
- Непорожний Пётр Степанович
- Нерсесян, Мкртич Гегамович
- Нижарадзе, Мариам Кемберовна
- Нижегородцева, Лидия Николаевна
- Никитченко, Виталий Федотович
- Николаев Константин Кузьмич
- Николаев, Пётр Павлович
- Николаева, Татьяна Николаевна
- Николаева-Терешкова Валентина Владимировна
- Никольский, Николай Парфирьевич
- Никонов Виктор Петрович
- Нишанов, Рафик
- Ниязбеков Сабир Билялович
- Новиков Владимир Николаевич
- Новиков, Владимир Гаврилович
- Новиков Игнатий Трофимович
- Новиков Константин Александрович
- Новосёлов, Ефим Степанович
- Новрузов, Севиндик Ахмед оглы
- Новрузова, Гюлушан Гариб кызы
- Новрузова, Нафисат Муртуз кызы
- Ногоева Саадат
- Нугманов, Камиль (Яшен)
- Нуйя, Мария Фоминична
- Нуралиев, Нарбута
- Нуриев, Аразмамед
- Нуриев Зия Нуриевич
- Нуруллаева, Анар
- Нутэтэгрынэ, Анна Дмитриевна

## О
- Оберемок, Тамара Николаевна
- Овакимян, Ерджаник Карапетович
- Овезов Балыш
- Овезова, Анна
- Овчаренко, Фёдор Данилович
- Оганджанян, Мушег Григорьевич
- Оганесян, Шнорик Вирабовна
- Огарков Николай Васильевич
- Озрокова, Любовь Даниловна
- Оксененко, Мария Максимовна
- Олейник Степан Иванович
- Омаров Кидрал
- Оналбеков, Оразалы
- Ондар, Хунажык Комбуевич
- Ораева, Дурсултан
- Оразмурадов, Мощы
- Оразмухаммедова, Шекер
- Орёл, Александр Евстафьевич
- Орлов Владимир Павлович
- Орлов, Михаил Анатольевич
- Орлова, Варвара Алексеевна
- Орловский Кирилл Прокофьевич
- Орозбеков, Тенти
- Осинцев, Григорий Степанович
- Осипов, Георгий Иванович
- Осиюк Лидия Ивановна
- Осмонкулов, Биримкул
- Осокина, Фаина Алексеевна
- Остапенко Николай Иванович
- Охотникова, Зоя Яковлевна
- Очиров, Александр Борисович
- Оюн, Аккыс Ашакооловна

## П
- Павлов, Борис Тимофеевич
- Павлов Владимир Яковлевич
- Павлов Георгий Сергеевич
- Павлов, Григорий Петрович
- Павлов, Евсей Макарович
- Павлов, Сергей Павлович
- Павловский Иван Григорьевич
- Палецкис Юстас Игнович
- Пальвинская, Софья Тарасовна
- Панаева, Зоя Борисовна
- Пантелеева, Александра Кузьминична
- Панфилов, Анатолий Андрианович
- Парфианович Иосиф Антонович
- Пасичник, Иван Никитович
- Пастак, Аугуст Карлович
- Пастухов Борис Николаевич
- Патоличев Николай Семёнович
- Патон Борис Евгеньевич
- Пашиев, Ресул
- Пейве Ян Вольдемарович
- Пекарский, Евгений Анатольевич
- Пельше Арвид Янович
- Пеньковский Валентин Антонович
- Переверзев, Пётр Семёнович
- Переверзина, Надежда Алексеевна
- Перевязко, Василий Степанович
- Передериенко, Тамара Даниловна
- Пертель, Аксель Гугович
- Петрищев Алексей Георгиевич
- Петров, Александр Владимирович
- Петров, Анатолий Михайлович
- Петров Василий Иванович
- Петров Василий Иванович
- Петров, Павел Егорович
- Петровский Борис Васильевич
- Петровский, Иван Георгиевич
- Петросян, Арташес Варданович
- Петросян, Светлана Михаеловна
- Петросян, Сурен Мартиросович
- Петрошене, Яне Людовна
- Петряков, Владимир Фёдорович
- Петухов Борис Фёдорович
- Петухова, Ксения Куприяновна
- Пилотович Станислав Антонович
- Пилюгин Николай Алексеевич
- Пименов, Пётр Тимофеевич
- Пинчук, Василий Андреевич
- Питра, Юрий Юрьевич
- Пичугина, Нина Ивановна
- Пичугина, Светлана Романовна
- Платонова, Александра Филипповна
- Платунова, Маргарита Ивановна
- Плауде, Карл Карлович
- Плепис, Ричард Антонович
- Плиев Исса Александрович
- Плосконенко, Юрий Петрович
- Погребняк Яков Петрович
- Подгаев Григорий Ефимович
- Подгорный Николай Викторович
- Поздеев, Борис Захарович
- Покотило, Анна Ивановна
- Покрышкин Александр Иванович
- Половинкина, Серафима Ивановна
- Поляков Иван Евтеевич
- Полянский Дмитрий Степанович
- Пономарёв Борис Николаевич
- Пономарёв, Иван Осипович
- Пономарёв Михаил Александрович
- Поплёвкин Трофим Трофимович
- Попов Борис Вениаминович
- Попов, Василий Дмитриевич
- Попов, Виктор Германович
- Попов, Георгий Иванович
- Попова, Мария Тихоновна
- Попова Нина Васильевна
- Портнягин, Трифон Ильич
- Портнягина, Екатерина Николаевна
- Посконов, Алексей Андреевич
- Посмитный, Макар Анисимович
- Посохин Михаил Васильевич
- Поспелов, Николай Александрович
- Постнов, Михаил Иванович
- Потапова, Татьяна Александровна
- Притыцкий, Сергей Осипович
- Провалов, Константин Иванович
- Прокопьев, Николай Иванович
- Прокофьев Михаил Алексеевич
- Промыслов Владимир Фёдорович
- Прохоров, Василий Ильич
- Проценко, Виктор Андреевич
- Прудников, Александр Борисович
- Пряхин, Тихон Сергеевич
- Псурцев Николай Демьянович
- Пузелявичюс, Эдвардас Доминикович
- Пулатов, Сайфулло
- Пухова Зоя Павловна
- Пухова, Любовь Павловна
- Пушанин, Дмитрий Александрович
- Пушкарёва, Зоя Васильевна
- Пшеничная, Людмила Тимофеевна
- Пыжикова, Нина Александровна
- Пысин Константин Георгиевич

## Р
- Радостев, Герман Ильич
- Разборский, Александр Андреевич
- Разумная, Мария Сергеевна
- Ралько, Владимир Антонович
- Рандакявичюс, Альфонсас Бернардович
- Раратюк, Галина Павловна
- Расулов, Асо
- Расулов Джабар
- Расулов, Салих Рашидович
- Рахимов, Бекташ Рахимович
- Рахимов, Мардон
- Рашидов Шараф Рашидович
- Рашкулев, Дмитрий Харлампьевич
- Резник, Вера Михайловна
- Решетов, Прокопий Прокопьевич
- Рзаев, Юнис Кахраман оглы
- Рзаева, Эльмира Рашид кызы
- Ризоев, Мирзоали
- Робакидзе, Изольда Ионовна
- Рогов, Николай Васильевич
- Родионов Николай Николаевич
- Родионов, Пётр Александрович
- Рожин, Михаил Андреевич
- Рожко, Алексей Прокофьевич
- Розенко, Пётр Акимович
- Рокоссовский Константин Константинович
- Романов, Алексей Владимирович
- Романов, Василий Игнатьевич
- Романов, Владимир Павлович
- Романов Григорий Васильевич
- Романов, Николай Николаевич
- Романовский Сергей Калистратович
- Ромашова, Нина Елизаровна
- Рубен Виталий Петрович
- Рубцов, Василий Иванович
- Рудаков, Александр Петрович
- Руденко Роман Андреевич
- Руднев Константин Николаевич
- Русаков, Николай Николаевич
- Рустамова, Карамат
- Рыков Василий Назарович
- Рябиков Василий Михайлович

## С
- Савинова, Валентина Никифоровна
- Сагинов, Абылкас
- Сагитов, Расул Юсупович
- Сагкаев, Григорий Васильевич
- Садвакасов, Бименде
- Садовская, Ядвига Казимировна
- Садриддинов, Талбак
- Садыков, Абид
- Саетгараев, Габдулбар Бариевич
- Салаева, Зара Мамед кызы
- Саламов, Казали
- Салахов, Таир Теймур оглы
- Салиев, Сафар
- Салиева, Батыш
- Салихов, Аннакурбан
- Салманов, Суйеген Ажибаевич
- Салопина, Таисия Филипповна
- Саматов, Абдугафур
- Самсоненко, Николай Трофимович
- Санакоева, Назира Ефимовна
- Сапронова, Валентина Ивановна
- Сапрыкин, Виктор Константинович
- Саратова, Вера Григорьевна
- Саргсян, Сое Хачатурович
- Саримсаков, Узакбай Саримсакович
- Саркисян, Джульета Еноковна
- Саттарова, Турдихан
- Сафиева, Озода
- Сафолов, Абдурахмон
- Саханчук, Пётр Фадеевич
- Сахьянова Лариса Петровна
- Сачилаев, Иван Саранович
- Свемп, Лео Симанович
- Свинарёва, Зинаида Ивановна
- Себискверадзе, Григорий Элефтерович
- Седова, Татьяна Николаевна
- Селецкий, Георгий Андреевич
- Сельге, Ильмар Александрович
- Семёнов, Валентин Григорьевич
- Семёнов Иван Михайлович
- Семёнов, Николай Николаевич
- Сёмин, Алексей Кузьмич
- Семичастный, Владимир Ефимович
- Сендажы, Сергей Балбырович
- Сенькин, Иван Ильич
- Сербин Иван Дмитриевич
- Сербин, Лидия Спиридоновна
- Сергеева, Лариса Дмитриевна
- Серкебаев, Ермек Бекмухамедович
- Сибогатов, Мазгут Билялович
- Сидоренко, Александр Васильевич
- Сидоренко, Михаил Михайлович
- Сидоренко, Сергей Степанович
- Сидорова, Евдокия Никифоровна
- Сизов Геннадий Фёдорович
- Сизов, Павел Константинович
- Силантьев, Василий Петрович
- Симаков, Каюм Мухамеджанович
- Симакова, Мария Николаевна
- Синельникова, Прасковья Лукьяновна
- Синица Михаил Сафронович
- Синицын Иван Флегонтович
- Сираев, Габдрахман Хусаенович
- Сисенова, Назира
- Сиюткина, Анна Васильевна
- Скаба, Андрей Данилович
- Скачков, Семён Андреевич
- Скляренко, Наталья Константиновна
- Скобас, Витаутас Антанович
- Скобельцын Дмитрий Владимирович
- Скоморохов, Николай Михайлович
- Скочилов Анатолий Андрианович
- Скулков Игорь Петрович
- Скупченко, Клавдия Ивановна
- Славский Ефим Павлович
- Слюньков, Николай Никитович
- Смирнов Александр Иванович
- Смирнов Александр Николаевич
- Смирнов, Алексей Алексеевич
- Смирнов Леонид Васильевич
- Смиртюков, Михаил Сергеевич
- Снечкус Антанас Юозович
- Соболев, Леонид Сергеевич
- Соболь, Николай Александрович
- Созонов, Николай Александрович
- Соич, Олег Владиславович
- Соколов, Пётр Семёнович
- Соколов, Сергей Леонидович
- Соколов Тихон Иванович
- Соколовский Василий Данилович
- Соловьёв, Виктор Фатеевич
- Соломенцев Михаил Сергеевич
- Соломония, Этери Бегларовна
- Сонин, Георгий Иванович
- Сопыев, Муратберды
- Сорокина, Антонина Лаврентьевна
- Сосновских, Нина Васильевна
- Сотников, Николай Владимирович
- Сочнев, Александр Иванович
- Спиридонов Иван Васильевич
- Спиридонов, Матвей Яковлевич
- Спроге, Владислава Наполеоновна
- Станиславский, Пётр Михайлович
- Старовойтов, Александр Павлович
- Старовский, Владимир Никонович
- Старцева, Софья Ивановна
- Стафийчук, Иван Иосифович
- Стеблянко Василий Григорьевич
- Стельмах Михаил Афанасьевич
- Степаков, Владимир Ильич
- Степанова, Анастасия Никифоровна
- Степанова, Анна Ефремовна
- Степанова, Мила Андреевна
- Степченко, Фёдор Петрович
- Стецко Василий Иванович
- Стешенко, Александра Павловна
- Страутманис, Пётр Якубович
- Стрельченко, Иван Иванович
- Струев, Александр Иванович
- Стунда, Янис Карлович
- Стученко, Андрей Трофимович
- Субботин, Степан Петрович
- Судрабкалнс, Арвид Карлович
- Сулайманова Кульсара
- Султанов, Сапар Султанович
- Султанова, Гюльханум Юсуфовна
- Сумесинова, Забира
- Супрон, Сергей Павлович
- Сурганов, Фёдор Анисимович
- Сургуладзе, Изольда Дурсуновна
- Сурков Алексей Александрович
- Суслов Михаил Андреевич
- Сухой Павел Осипович
- Сушко, Александр Егорович
- Суюмбаев Ахматбек Суттубаевич
- Сына, Эльфриде Фердинандовна

## Т
- Табеев Фикрят Ахмеджанович
- Такулов, Урусхан
- Талыбова Бахар Магеррам кызы
- Тарасов Александр Михайлович
- Тарасов Николай Никифорович
- Тарчоков Камбулат Кицуевич
- Татарчук Николай Фёдорович
- Таукчи, Афанасий Никодимович
- Телитченко Михаил Иванович
- Темирбаев Мойдун
- Теплякова Анастасия Михайловна
- Тер-Газарянц Георгий Арташесович
- Терещан Мария Васильевна
- Теучеж, Аскербий Меджидович
- Тешабаева, Мунисхон
- Тешеев, Сайдила
- Теэ, Эдуард Яанович
- Тикунов Вадим Степанович
- Тимофеев Николай Владимирович
- Тимофеева, Клавдия Сергеевна
- Тимофеева, Нина Владимировна
- Тимошенко Семён Константинович
- Титаренко Алексей Антонович
- Титов Виталий Николаевич
- Титов Герман Степанович
- Титова, Евдокия Ивановна
- Титова, Мария Владимировна
- Тихомиров, Борис Алексеевич
- Тихонов, Виктор Илларионович
- Тихонов, Николай Александрович
- Тихонов, Николай Семёнович
- Тихонюк, Анна Ильинична
- Ткачёв, Владимир Петрович
- Ткачук, Григорий Иванович
- Товстоногов, Георгий Александрович
- Тодорашко, Роман Васильевич
- Тодорхоева, Бадмацу Жамцарановна
- Тоидзе, Александр Николаевич
- Тока, Салчак Калбакхорекович
- Токарев Александр Максимович
- Толасов, Борис Константинович
- Толкунов Лев Николаевич
- Толстенёв, Владимир Александрович
- Толстиков Василий Сергеевич
- Трапезников, Сергей Павлович
- Трапин, Александр Тимофеевич
- Трибой, Вера Кирилловна
- Трифонова, Клавдия Михайловна
- Трофимова, Валентина Васильевна
- Трунова, Лидия Дмитриевна
- Тулесова, Ялкын Уятовна
- Туполев Андрей Николаевич
- Турсун-заде Мирза
- Тхилаишвили, Александр Дурсунович
- Тынкован, Ефросинья Васильевна
- Тынурист, Эдгар Густавович
- Тябут, Дмитрий Васильевич

## У
- Увачан Василий Николаевич
- Уксегешева, Елизавета Николаевна
- Улизко, Василий Иванович
- Умаханов Магомед-Салам Ильясович
- Умуралиев, Мукаш
- Ундуск, Иоганнес Александрович
- Ураев, Пётр Васильевич
- Урун-Ходжаев, Сайд-Ходжа
- Урюпина, Вера Алексеевна
- Усанов, Иван Алексеевич
- Усимбеков, Итбай
- Усманов Гумер Исмагилович
- Усманов, Саидмахмуд Ногманович
- Устинов Дмитрий Фёдорович
- Усубалиев Турдакун Усубалиевич
- Усупова, Алиман
- Утебаев, Сафи Утебаевич
- Утиашвили, Валико Алексеевич

## Ф
- Файзуллина, Нурлыбанат Карчмовна
- Федин Константин Александрович
- Фёдоров, Алексей Фёдорович
- Фёдоров Виктор Степанович
- Фёдорова, Зоя Александровна
- Федосеев Пётр Николаевич
- Федунец, Иван Иванович
- Ферин, Михаил Алексеевич
- Филатов, Борис Васильевич
- Филатов, Леонид Иванович
- Филатова, Екатерина Никитична
- Филиппова, Надежда Филипповна
- Филюрина, Марта Михайловна
- Флорентьев Леонид Яковлевич
- Форманюк, Александра Михайловна
- Фролов, Василий Дмитриевич
- Фролов, Василий Семёнович
- Фролова, Мария Николаевна
- Фурцева Екатерина Алексеевна

## Х
- Хадзиев, Микаил Ахметович
- Хайдаров, Ашур
- Хайдаров, Аюб Хайдарович
- Хайкова, Валентина Михайловна
- Хайнасова, Магрифа Хайнасовна
- Хакимуллина, Рахима Бариевна
- Халилов, Захид Исмаил оглы
- Халилов, Самед Агалар оглы
- Халимов, Айваз
- Хамракулов, Шерали
- Харитон Юлий Борисович
- Хасанова, Байдымат Хаджи-Исмаиловна
- Херсонский, Рафаил Хаимович
- Хетагуров Георгий Иванович
- Хечинашвили, Семён Николаевич
- Хикматов, Эргаш
- Химич Василий Петрович
- Хинкина, Валентина Алексеевна
- Хитров Степан Дмитриевич
- Ховалыг, Шондайты
- Ходжагельдыева, Байрам
- Ходжаев, Эшанкул
- Ходжиев, Рифъат
- Ходиева, Хадича
- Ходыкин, Николай Яковлевич
- Холов, Махмадула
- Хортюк, Евгения Ефимовна
- Хренников Тихон Николаевич
- Хрипкова, Антонина Георгиевна
- Христич, Николай Фёдорович
- Хромов, Василий Дмитриевич
- Худоев, Саттор
- Худосовцев, Николай Михайлович
- Хусанов, Атакул
- Хызыров, Кужабай Мурзабаевич
- Хярмс, Майму

## Ц
- Цаболов, Ибрагим Андреевич
- Цветков, Евгений Николаевич
- Цветкова, Александра Ивановна
- Цвигун Семён Кузьмич
- Целминьш, Мирдза Карловна
- Цецхладзе, Тина Рамизовна
- Цуканов Георгий Эммануилович
- Цуцкова, Валентина Григорьевна
- Цыплухина, Елизавета Павловна
- Цыренов, Бадма Цыренович

## Ч
- Чавтараева Миси Ахмедовна
- Чадунели, Гурам Шалвович
- Чаиров, Александр Борисович
- Чайкин Иван Васильевич
- Чаковский Александр Борисович
- Чануквадзе, Шота Илларионович
- Чачи, Мустафа
- Челан, Николай Семёнович
- Чепрасов, Филипп Матвеевич
- Черватюк, Иван Васильевич
- Чердинцев Василий Макарович
- Черемных, Раиса Ивановна
- Черкезишвили, Нанули Георгиевна
- Черкезия, Отар Евтихиевич
- Черненко Константин Устинович
- Черников Сергей Игнатьевич
- Чернова, Варвара Николаевна
- Чёрный Алексей Клементьевич
- Чёрный Василий Ильич
- Чернышёв Василий Ефимович
- Чернышёв, Георгий Дмитриевич
- Чернявская, Анфиса Степановна
- Черняев, Лев Николаевич
- Черский Николай Васильевич
- Чехонин Павел Михайлович
- Чибиров, Заур Джебоевич
- Чиковани, Михаил Герасимович
- Чиркова, Татьяна Николаевна
- Чиряев Гавриил Иосифович
- Чоговадзе, Георгий Ираклиевич
- Чубаров, Анатолий Петрович
- Чугунов Иван Иванович
- Чуев Алексей Васильевич
- Чуйков Василий Иванович
- Чумина, Валентина Сергеевна
- Чурсин, Серафим Евгеньевич

## Ш
- Шабалов, Кузьма Фёдорович
- Шабасанов, Махтум Кули Караевич
- Шадыева, Зухро
- Шайдуллов, Мансур Каюмович
- Шайхов, Эркин Турдыевич
- Шакиров, Камиль Фаязович
- Шакиров, Мидхат Закирович
- Шакшин Анатолий Дмитриевич
- Шамба, Юрий Николаевич
- Шамонин, Иван Иванович
- Шамсудинов Фахредин Шамсудинович
- Шарипов, Ади
- Шарков, Гаврил Антонович
- Шауро Василий Филимонович
- Шахова, Антонина Тимофеевна
- Шашин, Валентин Дмитриевич
- Шевлякова, Нина Васильевна
- Шевченко, Владимир Васильевич
- Шевченко, Лидия Ивановна
- Шевченко, Мария Фёдоровна
- Шевчук, Григорий Иванович
- Шелепин Александр Николаевич
- Шелест Пётр Ефимович
- Шербутаев, Муса
- Шестёркин, Серафим Иванович
- Шибаев, Алексей Иванович
- Шимуконене, Вероника Ионовна
- Шипулин, Дмитрий Аркадьевич
- Широких, Пётр Антонович
- Шитиков Алексей Павлович
- Шихова, Мария Матвеевна
- Школьников Алексей Михайлович
- Шлопак, Татьяна Владимировна
- Шокин Александр Иванович
- Шолохов Михаил Александрович
- Шостакович Дмитрий Дмитриевич
- Шох, Иван Дмитриевич
- Штанько, Валентина Григорьевна
- Штирбу, Александр Константинович
- Шубенко-Шубин, Леонид Александрович
- Шукюрова, Фирангиз Ахмед кызы
- Шулимова, Александра Андреевна
- Шумаускас, Мотеюс Юозович

## Щ
- Щеглов Афанасий Фёдорович
- Щёлоков Николай Анисимович
- Щербаков, Павел Николаевич
- Щербина Борис Евдокимович
- Щербицкий Владимир Васильевич
- Щетинин, Афанасий Алексеевич
- Щетинин Семён Николаевич
- Щуренко, Владимир Кириллович

## Э
- Эйхфельд Иоган Гансович
- Эманова, Федосья Григорьевна
- Эренбург Илья Григорьевич

## Ю
- Юлдашева, Назира
- Юнак Иван Харитонович

## Я
- Языкович, Валентин Фёдорович
- Яковлев Александр Сергеевич
- Якубовский Фуад Борисович
- Якубовский Иван Игнатьевич
- Янгель Михаил Кузьмич
- Янсон, Валдис Янович
- Янушаускене, Ванда-Теофиле Повиловна
- Янышин, Стефания Андреевна
- Яснов Михаил Алексеевич
- Ясюченя, Анна Ивановна

## Доизбранные депутаты
- Авдюкевич, Лонгин Иванович (доизбран 11.12.1966)[1]
- Артоболевский, Иван Иванович (доизбран 12.03.1967)[2]
- Бойцов, Василий Васильевич (доизбран 12.03.1967)[2]
- Голдин, Николай Васильевич (доизбран 27.08.1967)[2]
- Имамова, Ташбиби (доизбрана 27.08.1967)[2]
- Кочетов, Андрей Алексеевич (доизбран 20.08.1967)[2]
- Леонов, Николай Сергеевич (доизбран 27.08.1967)[2]
- Мозговой, Василий Федотович (доизбран 11.12.1966)[1]
- Моркунас, Повилас Антанович (доизбран 11.12.1966)[1]
- Органов, Николай Николаевич (доизбран 12.03.1967)[2]
- Папутин, Виктор Семёнович (доизбран 27.08.1967)[2]